# Малай (пирог)
Малай (рум. mălai, молд. мэлай) — молдавский пирог, приготовленный из кукурузной крупы мелкого помола или кукурузной муки. Этим же термином в соседней Румынии обычно называют просто кукурузную муку (реже, крупу), и даже кашу мамалыгу, что вносит некоторую путаницу.

## Описание
По технологии приготовления молдавский малай напоминает пирог манник, с той лишь разницей, что для малая используется кукурузная крупа или мука. Чтобы приготовить молдавский малай, необходимо кукурузную муку залить горячим молоком, поставить массу в тёплое место на 3-4 часа для набухания. Затем добавить сахар, сливочное масло, соль, соду, ванилин, вымешать тесто. По желанию добавить ещё муку, молоко, ванилин. Часто также добавляют тёртую тыкву. После этого массу выкладывают на противень и выпекают. Чтобы получить более пышный малай, этот пирог готовят на дрожжах или кефире. При подаче посыпают сахарной пудрой, промазывают повидлом. При этом, существуют и рецепты не сладкого малая.